# Pittosporum tetraspermum
Pittosporum tetraspermum är en tvåhjärtbladig växtart som beskrevs av Robert Wight och Arn. Pittosporum tetraspermum ingår i släktet Pittosporum och familjen Pittosporaceae. Inga underarter finns listade.